# Urocitellus armatus
Urocitellus armatus є видом гризунів, що походить із західних Сполучених Штатів.

## Морфологічна характеристика
Ховрах Уінта — це ховрах середнього розміру, загальна довжина якого становить від 28 до 30 см. Коли вони виходять зі сплячки, вони важать близько 210 г, і ця цифра постійно зростає, поки вони не будуть готові знову впасти в сплячку восени. Їхнє хутро від коричневого до кольору кориці, блідіше знизу та сіре з боків голови та шиї. Хвіст завдовжки від 6 до 8 см пухнастий із сірим нижньою частиною, на відміну від охристого або червонуватого кольору, характерного для близькоспоріднених видів, таких як ховрахи Белдінга чи Вайомінгу. У самиць десять сосків.

## Поширення і середовище проживання
Вперше описані в горах Уінта, Urocitellus armatus зустрічаються у Вайомінгу на захід від річки Грін, у південно-західній Монтані, східному Айдахо, а також у північній і центральній частині Юти. Вони населяють відкриті території, такі як луки, пасовища та чагарникові степи, на висоті від 1220 до 2440 м. Визнаних підвидів немає.

## Поведінка
Ховрахи Уінта в основному травоїдні і здебільшого їдять траву, насіння та листя різнотрав’я, а також невелику кількість дощових черв’яків і викинуту їжу людини. Точний склад раціону змінюється протягом року. Помічено, що вони віддають перевагу звичайним кульбабам, Taraxacum officinale. Їхніми найпоширенішими хижаками є койоти, борсуки, ласки та хижі птахи.
Хоча вони часто живуть колоніями, дорослі особини агресивно реагують один на одного поза сезоном розмноження, причому самиці більш нетерпимі, ніж самці. Самці позначають свою територію запаховими залозами на щоках, якими вони труться об землю, але не позначають входи в нори. Ховрахи вітають один одного, обнюхуючи, перетворюючись у погрозливі пози та щетинивши шерсть на своїх хвостах, і зрештою починаючи боротьбу, бокс та погоню, якщо зловмисник не відступає.
Тварини видають шість різних голосів: цвірінькання, вереск, крегіт, трель, гарчання та стукіт зубів. Вони використовуються переважно як засіб привернення уваги, і всі вони використовуються в агресивних взаємодіях між особинами. Тим не менш, щебетання також використовується, щоб попередити про повітряних хижаків, і трелі, щоб попередити про хижаків на землі, причому тварини чують, як вони або приймають насторожену позу, або біжать до своїх норок.
Ховрахи Уінта активні лише кілька місяців на рік. Дорослі самці прокидаються від сплячки приблизно в середині березня, але можуть почекати кілька тижнів, перш ніж вийти, залежно від погоди. Трохи пізніше з’являються самиці, потім однорічні самиці, а потім самці. Дорослі особини повертаються до своїх нірок, щоб впасти в сплячку з кінця липня до середини серпня, а молоді особини слідують приблизно через два тижні.
У період активності білки ведуть денний спосіб життя.

## Розмноження
Самиці починають еструс один раз вдень на рік, приблизно через два-чотири дні після виходу зі сплячки. Вони спаровуються під землею, і кожен самець може спаровуватися з кількома самицями. Вагітність триває від 23 до 26 днів і призводить до середнього виводку з п’яти дитинчат, які народжуються на початку травня. Однорічні самиці зазвичай мають менше можливостей для спаровування, тому що вони виходять зі своїх нір пізніше і народжують менші виводки, ніж старші самиці.
Молодняк відлучають приблизно у віці 22 днів і виходять із нори приблизно в той самий час. Незважаючи на те, що вони ще малі, важать лише близько 60 г, мати майже повністю покидає їх після відлучення, і вони розсіюються, щоб створити власні території протягом наступних двох-трьох тижнів. У дикій природі вони можуть жити до семи років.